# منتخب الجزائر لكرة الطائرة للسيدات
منتخب الجزائر للكرة الطائرة سيدات ، هو المنتخب الوطني الذي يمثل الكرة الطائرة النسوية الجزائرية في مختلف المنافسات الدولية.

## تاريخ
تأهل المنتخب إلى ألعاب بكين الأولمبية لعام 2008 ليشارك في الأولمبياد للمرة الأولى في تاريخه، منهيا بذلك احتكار منتخب سيدات كينيا مختلف المنافسات والتصفيات الأفريقية. كما أكد نتائجه الجيدة بتأهله إلى بطولة العالم 2010 بعد حصوله على «المركز الأول» في الدورة التصفوية التي أقيمت في شهر يوليو 2009. ثم شارك المنتخب لأول مرة في «كأس العالم للسيدات» 2011 التي أقيمت باليابان وتأهل مرة ثانية إلى الألعاب الأولمبية 2012. وعلى الصعيد القاري فاز المنتخب بالبطولة الإفريقية عام 2009 وحل «ثانيا» عامي 2007 و2011 كما فاز بالميدالية الذهبية في الألعاب الإفريقية في نسختين متتاليتين 2007 و2011.
و يعتمد المنتخب الحالي أساسا على لاعبات مكونات في أهم مدرستين للكرة الطائرة النسوية على الصعيد المحلي وهما بجاية وبالأخص نوادي «ناصرية بجاية» و«جمعية ولاية بجاية» و «مشعل بلدية بجاية» و «صدوق بجاية» وهي نوادي كونت أغلب لاعبات المنتخبات النسوية الحالية في مختلف الأصناف العمرية (إلى جانب لاعبات غير دوليات كثيرات انتقلن منها إلى مختلف النوادي الأخرى الناشطة في البطولة المحلية)، إضافة إلى مدرسة الشلف المتمثلة في «نادي غالية الشلف» وإن كان هذا الأخير تراجع كثيرا في السنوات الأخيرة من ناحية التكوين والنتائج المحققة في البطولة ولم يعط للمنتخب الأول مزيدا من اللاعبات بعد تسابت وعكازي اللتان تعدان من أفضل اللاعبات في أفريقيا.
ومن الإنجازات الهامة التي تعكس تطور الطائرة النسوية الجزائرية في الفترة الأخيرة هو نجاح البطولة المحلية في موسمي 2005 و2006 في تصدير لاعبتين إلى بطولة الدرجة الأولى الفرنسية ويتعلق الأمر (بليديا أولمو) من فريق «ناصرية بجاية» سنة 2005 و (فايزة تسابت) من «نادي غالية الشلف» سنة 2006 وكلتا اللاعبتين إحترفتا في البطولة الفرنسية الممتازة وشاركتا في المنافسات الأوروبية بينما انضمت ياسمين اودني عام 2010 إلى «نادي تولوز الفرنسي» كما لعبت (ناريمان مدني) لفترة في «نادي أرن الفرنسي» كما تتمتع عدة لاعبات بمستوى يتيح لهن الاحتراف بأوروبا غير أنهن فضلن تأجيله أو رفضه بالاكتفاء باللعب في الجزائر لأسباب مختلفة.

## أهم اللاعبات 2007-2011

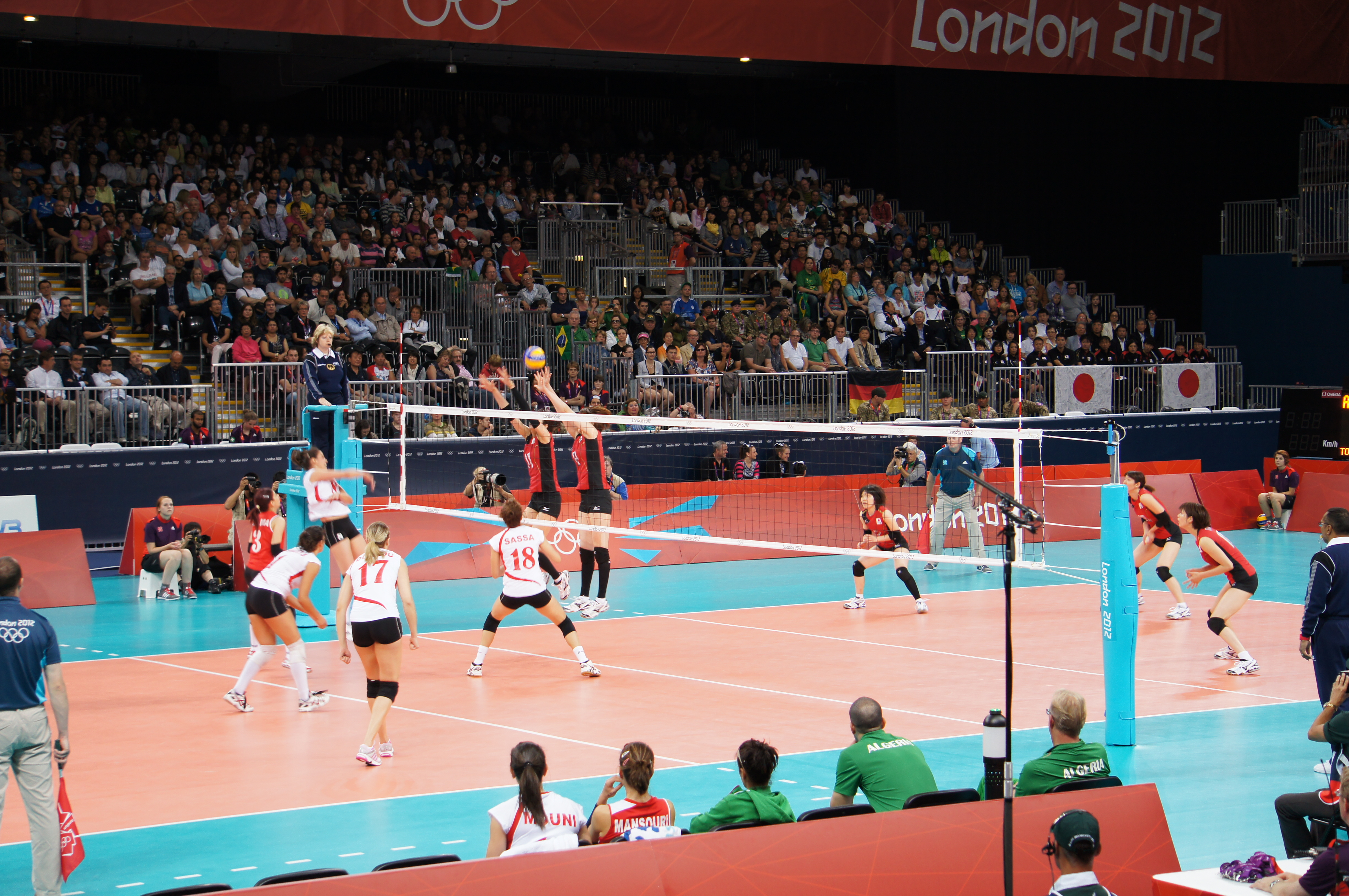
شارك المنتخب في الألعاب الأولمبية 2012 بلندن

حسب الإحصائيات الخاصة بالأداء في مختلف المنافسات التي خاضها المنتخب الحالي تعد ليديا أولمو وفايزة تسابت والموزعة فاطمة الزهراء اوكازي من أهم لاعبات المنتخب بالإضافة إلى ناريمان مدني (سابقا) والليبيرو نوال منصوري وموني عبد الرحيم وهن اللاعبات الستة اللواتي شكلن نواة المنتخب الذي برز قاريا عام 2007 وكن قد لعبن في صفوفه منذ 2001 . كما انضمت إلى اللاعبات المشاركات بانتظام أسماء جديدة أبرزها صفية بوخيمة وفاطمة الزهراء بن سالم وغيرهما.
شارك المنتخب في الألعاب الأولمبية 2012 بلندن، مشاركة كانت ستعتبر تتويجا لمسار أفضل جيل للكرة الطائرة الجزائرية النسوية غير أن إعصارا من الإصابات والغيابات عصف بالمنتخب عشية انطلاق المنافسة وأخل بتوازنه فشارك منقوصا بما لا يقل عن خمسة لاعبات أساسيات تتقدمهن الموزعة أوكازي والمهاجمة تسابت فخاض المنتخب المنافسة بتشكيلة أقرب للثانوية منها للأساسية خصوصا بغياب أهم لاعبتين في أهم منصب وهو الموزعة ومشاركة بعض اللاعبات العائدات حديثا من الإصابة وأنهى المنافسة في المركز 11 بنقطة واحدة في رصيده.

## الإنجازات والمشاركات

### ألعاب أولمبية صيفية
- 2008 : المرتبة 11
- 2012 : المرتبة 11

### بطولة العالم لكرة الطائرة|بطولة العالم
- بطولة العالم لكرة الطائرة للسيدات 2010: المرتبة 21

### كأس العالم لكرة الطائرة
- 2011 : المرتبة 11
- 2015: أوت القادم

### الجائزة الكبرى لكرة الطائرة
- 2011 : خسر مبارتي الملحق ضد كازاخستان
- 2012 : خسر الملحق بفارق النقاط ضد تايوان بعد التعادل (فوز 3-0 لكل فريق).

### بطولة أفريقيا لكرة الطائرة للسيدات
- 1976 : الرابع
- 1989 : الثالث
- 2003 : الرابع
- 2007 : الوصيف
- 2009 : البطل
- 2011 : الوصيف
- 2015 : الوصيف

### دورة ألعاب كل أفريقيا
- 1978 : البطل
- 2007 : البطل
- 2011 : البطل

### ألعاب البحر الأبيض المتوسط
- 2007 : مرتبة 7

## التعداد المشارك في الجائزة الدولية الكبرى 2013
- 17 ليديا اولمو من نادي HAINAUT .
- 11 موني عبد الرحيم من نادي مشعل بلدية بجاية  قائدة.
- 18 تسعديت عيسو من نادي نجمة الشلف .
- 10 فاطمة الزهراء اوكازي من المجمع الرياضي البترولي .
- 8 زهرة بن سالم من المجمع الرياضي البترولي .
- 12 صفية بوخيمة من نادي المجمع الرياضي البترولي .
- 6 سيليا ماقنانا من نادي جمعية ولاية بجاية .
- 13 نوال منصوري من نادي مشعل بلدية بجاية .
- 15 عايشة مزمات من نادي AMIENS VB .
- 3 سليمة حموش من المجمع الرياضي البترولي .
- 4 فاطمة الزهراء جواد من نادي مشعل بلدية بجاية .
- 14 كهينة مسعودان من نادي جمعية ولاية بجاية .
- 9 امينة سعود من نادي جمعية ولاية بجاية .
- 16 سهام سعود من نادي جمعية ولاية بجاية .
- 7 منال يعقوبي من نادي نجمة الشلف .
- 20 كهينة عربوش من نادي جمعية ولاية بجاية .
- 19 سيليا بوريحان من نادي ناصرية بجاية .
- 21 ياسمين أوصالح من نادي جمعية ولاية بجاية .
- 2 دلال مروة عاشور من نادياتحاد البليدة .
- 5 سارة بلحوسين من المجمع الرياضي البترولي .
- 1 نديرة ايت اومغار من نادي صدوق بجاية .
- 22 نوال حموش من نادي ناصرية بجاية .
- المدرب الرئيسي: عماد سعيداني.
- مساعد المدرب : روزا خيمينيز امارو.

## التعداد المشارك في الألعاب الأولمبية الصيفية 2012
- 17 ليديا اولمو من نادي HAINAUT . قائدة.
- 11 موني عبد الرحيم من نادي جمعية ولاية بجاية .
- 18 تسعديت عيسو من نادي نجمة الشلف .
- 8 زهرة بن سالم من المجمع الرياضي البترولي .
- 12 صفية بوخيمة من نادي المجمع الرياضي البترولي .
- 13 نوال منصوري من نادي المجمع الرياضي البترولي .
- 1 سيرين هناوي من نادي HAINAUT
- 3 سليمة حموش من المجمع الرياضي البترولي .
- 5 امال خمطاش من المجمع الرياضي البترولي .
- 19 سيليا بوريحان من نادي ناصرية بجاية .
- 2 دلال مروة عاشور من نادي موزاية .
- 9 سارة بلحوسين من المجمع الرياضي البترولي .
- المدرب الرئيسي: جورح ستروميلو.
- مساعد المدرب : عماد سعيداني.

## التعداد المشارك في مبارتي السد المؤهلة للجائزة الكبرى 2012
- ليديا اولمو من نادي إيستر غرب بروفانس لكرة الطائرة .
- فايزة تسابت من نجمة الشلف .
- فاطمة الزهراء اوكازي من المجمع الرياضي البترولي .
- موني عبد الرحيم من نادي جمعية ولاية بجاية .
- سيليا ماقنانا من نادي جمعية ولاية بجاية .
- تسعديت عيسو من نادي نجمة الشلف .
- زهرة بن سالم من المجمع الرياضي البترولي .
- ميليندا هناوي من نادي كالي
- سليمة حموش من المجمع الرياضي البترولي .
- امال خمطاش من المجمع الرياضي البترولي .
- عايشة مزمات من نادي ناصرية بجاية .
- نوال منصوري من نادي المجمع الرياضي البترولي .
- المدرب الرئيسي: جورح ستروميلو.
- مساعد المدرب : عماد سعيداني.

## التعداد المشارك في تصفيات أولمبياد لندن 2012
- ليديا اولمو من نادي إيستر غرب بروفانس لكرة الطائرة .
- فايزة تسابت من نجمة الشلف .
- فاطمة الزهراء اوكازي من المجمع الرياضي البترولي .
- موني عبد الرحيم من نادي جمعية ولاية بجاية .
- سيليا ماقنانا من نادي جمعية ولاية بجاية .
- تسعديت عيسو من نادي جمعية ولاية بجاية .
- زهرة بن سالم من المجمع الرياضي البترولي .
- ميليندا هناوي من نادي كالي
- سليمة حموش من المجمع الرياضي البترولي .
- صفية بوخيمة من نادي جمعية ولاية بجاية .
- عايشة مزمات من نادي ناصرية بجاية .
- نوال منصوري من نادي ناصرية بجاية .
- المدرب الرئيسي: جورح ستروميلو.
- مساعد المدرب : عماد سعيداني.

## التعداد المشارك في البطولة الإفريقية 2011 وفي الألعاب الإفريقية 2011
- فاطمة الزهراء جواد من نادي ناصرية بجاية .
- فايزة تسابت من نجمة الشلف .
- فاطمة الزهراء اوكازي من المجمع الرياضي البترولي .
- ياسمين أودني من Union vb toulouse .
- موني عبد الرحيم من نادي جمعية ولاية بجاية .
- زهرة بن سالم من نادي جمعية ولاية بجاية .
- تسعديت عيسو من نادي جمعية ولاية بجاية .
- امال شروف من المجمع الرياضي البترولي .
- ميليندا هناوي من نادي كالي
- سليمة حموش من المجمع الرياضي البترولي .
- صفية بوخيمة من نادي جمعية ولاية بجاية .
- سيرين هناوي من نادي Hainaut .
- المدرب الرئيسي: أحمد بوقاسم.
- مساعد المدرب : كمال طرابلسي.

## التعداد المشارك في كأس العالم 2011
- ليديا اولمو من نادي إيستر غرب بروفانس لكرة الطائرة .
- فايزة تسابت من نجمة الشلف .
- فاطمة الزهراء اوكازي من المجمع الرياضي البترولي .
- ياسمين أودني من Union vb toulouse .
- موني عبد الرحيم من نادي جمعية ولاية بجاية .
- سيليا ماقنانا من نادي جمعية ولاية بجاية .
- تسعديت عيسو من نادي جمعية ولاية بجاية .
- فاطمة الزهراء جواد نادي ناصرية بجاية .
- ميليندا هناوي من نادي كالي
- سليمة حموش من المجمع الرياضي البترولي .
- صفية بوخيمة من نادي جمعية ولاية بجاية .
- عايشة مزمات من نادي ناصرية بجاية .
- المدرب الرئيسي: أحمد بوقاسم.
- مساعد المدرب : كمال طرابلسي.

## التعداد المشارك في بطولة العالم 2010
- ناريمان مدني من مشعل بلدية بجاية .
- فاطمة الزهراء اوكازي من المجمع الرياضي البترولي .
- فايزة تسابت من نادي تينيريفي .
- زهرة بن سالم من نادي جمعية ولاية بجاية
- ليديا اولمو من نادي إيستر غرب بروفانس لكرة الطائرة .
- نوال منصوري من نادي ناصرية بجاية .
- موني عبد الرحيم من نادي جمعية ولاية بجاية .
- سيليا ماقنانا من نادي جمعية ولاية بجاية .
- تسعديت عيسو من نادي جمعية ولاية بجاية .
- فاطمة الزهراء جواد نادي ناصرية بجاية .
- سليمة حموش من المجمع الرياضي البترولي .
- صفية بوخيمة من نادي جمعية ولاية بجاية .

لاعبات استدعين في القائمة الأولية دون المشاركة:
- عايشة مزمات من نادي ناصرية بجاية .
- فاطمة الزهراء شريف من وداد تلمسان .
- كهينة مسعودان من نادي جمعية ولاية بجاية .
- شانيز عيادي من نادي ناصرية بجاية .
- سارة أكرون من نادي جمعية ولاية بجاية .
- منال يعقوبي من المجمع الرياضي البترولي .
- سيليا بوريحان من نادي ناصرية بجاية .
- المدرب الرئيسي: مولود ايخجي.
- مساعد المدرب : صالح بوسعيد.

## التعداد المشارك في تصفيات بطولة العالم 2010 منطقة أفريقيا
- ناريمان مدني من المجمع الرياضي البترولي (مولودية الجزائر سابقا) .
- فاطمة الزهراء اوكازي من المجمع الرياضي البترولي .
- فايزة تسابت من نادي ايستر .
- زهرة بن سالم من نادي جمعية ولاية بجاية
- ليديا اولمو من نادي إيستر غرب بروفانس لكرة الطائرة .
- نوال منصوري من نادي ناصرية بجاية .
- موني عبد الرحيم من نادي جمعية ولاية بجاية .
- سيرين هناوي من نادي ايستر .
- ياسمين أودني من المجمع الرياضي البترولي .
- تسعديت عيسو من نادي جمعية ولاية بجاية .
- سليمة حموش من المجمع الرياضي البترولي .
- صفية بوخيمة من نادي جمعية ولاية بجاية .
- المدرب الرئيسي: مولود ايخجي.
- مساعد المدرب : صالح بوسعيد.

## التعداد المشارك في أولمبياد بكين 2008
- ناريمان مدني من نادي ناصرية بجاية
- فاطمة الزهراء اوكازي من نادي مولودية الجزائر
- فايزة تسابت من نادي ايستر
- سيرين هناوي من نادي ايستر
- ليديا اولمو من نادي ايستر
- نوال منصوري من نادي ناصرية بجاية
- موني عبد الرحيم من نادي جمعية ولاية بجاية
- ميليندا هناوي من نادي ايستر
- نسيمة بن حمودة من نادي مولودية الجزائر
- تسعديت عيسو من نادي جمعية ولاية بجاية
- راوية روابحية من نادي فينيل
- صفية بوخيمة من نادي جمعية ولاية بجاية .
- المدرب الرئيسي: مولود ايخجي.
- مساعد المدرب : صالح بوسعيد.

## اقرأ أيضا
- الجزائر في الألعاب الأولمبية الصيفية 2008
- منتخب الجزائر لكرة الطائرة

## وصلات خارجية
- منتخب الجزائر لكرة الطائرة (الموقع الرسمي الإتحادية الجزائرية)
- الموقع الرسمي للإتحادية الجزائرية للكرة الطائرة